# توزيع بيتا
في نظرية الاحتمالات والإحصاء، توزيع بيتا توزيع احتمالي مستمر والاسم مشتق من اسم الدالة الرياضية بيتا التي تظهر في معادلاتها.
ودالة بيتا هي نوع من التوزيعات الاحتمالية المستمرة المعرفة على الفترة [0، 1] من قبل اثنين من المعلمات بشكل إيجابي، والرموز α و β، التي تظهر الأسس بالنسبة إلى المتغير العشوائي والتحكم في شكل التوزيع.

## الخواص

### دالة الكثافة
دالة الكثافة الاحتمالية الخاصة بتوزيع بيتا تعطى بالشكل التالي:
{\displaystyle f(x;\alpha ,\beta )={\frac {x^{\alpha -1}(1-x)^{\beta -1}}{\int _{0}^{1}u^{\alpha -1}(1-u)^{\beta -1}\,du}}\!}
{\displaystyle ={\frac {\Gamma (\alpha +\beta )}{\Gamma (\alpha )\Gamma (\beta )}}\,x^{\alpha -1}(1-x)^{\beta -1}\!}
{\displaystyle ={\frac {1}{\mathrm {B} (\alpha ,\beta )}}\,x^{\alpha -1}(1-x)^{\beta -1}\!}
حيث {\displaystyle \Gamma } هي دالة غاما. فيما B دالة بيتا للاستنظام حتى يصبح تكاملها على الفترة يساوي واحد.

### دالة التوزيع
دالة التوزيع التراكمي لمتغير عشوائي يتبع توزيع بيتا تعطى بالشكل التالي:
{\displaystyle F(x;\alpha ,\beta )={\frac {\mathrm {B} _{x}(\alpha ,\beta )}{\mathrm {B} (\alpha ,\beta )}}=I_{x}(\alpha ,\beta )\!}